# Royal Rumble (2019)
Royal Rumble (2019) foi um evento de luta livre profissional produzido pela WWE e transmitido em formato pay-per-view e pelo WWE Network que ocorreu em 27 de janeiro de 2019 no Chase Field, em Phoenix, Arizona, e que contou com a participação dos lutadores dos programas Raw, SmackDown e 205 Live. Este foi o trigésimo segundo evento da cronologia do Royal Rumble.

## Antes do evento

### Contexto e conceito
Como é tradição, o vencedor dos combates Royal Rumble masculino e feminino irão ganhar uma oportunidade por algum título mundial no WrestleMania 35. Os homens podem escolher entre o Campeonato Universal do Raw ou o Campeonato da WWE do SmackDown, enquanto as mulheres podem escolher o Campeonato Feminino do Raw ou o Campeonato Feminino do SmackDown.

### Rivalidades
Royal Rumble terá combates de luta livre profissional de diferentes lutadores com rivalidades e histórias pré-determinadas que se desenvolveram no Raw e SmackDown — programas de televisão da WWE, tal como nos programas transmitidos pelo WWE Network – 205 Live e Main Event. Os lutadores interpretarão um vilão ou um mocinho seguindo uma série de eventos para gerar tensão, culminando em várias lutas.
No TLC: Tables, Ladders & Chairs, Carmella e R-Truth derrotaram Alicia Fox e Jinder Mahal para vencer a segunda temporada do Mixed Match Challenge. O prêmio deles por ganhar foi cada um recebendo o 30º lugar em suas respectivas lutas Royal Rumble no pay-per-view. Nas semanas seguintes ao TLC, vários lutadores foram anunciados para os dois combates Royal Rumble.
No Crown Jewel, Brock Lesnar derrotou Braun Strowman para reconquistar o então vago Campeonato Universal, graças, em parte, ao então gerente geral do Raw, Baron Corbin. No TLC, Strowman derrotou Corbin em uma Tables, Ladders, and Chairs, tirando Corbin de seu poder de autoridade e ganhando um combate pelo Campeonato Universal contra Lesnar no Royal Rumble. No episódio do Raw de 14 de janeiro, Corbin confrontou Strowman e o insultou, levando a uma perseguição ao estacionamento onde Corbin se escondeu em uma limusine. Strowman quebrou o vidro e em seguida quebrou a porta do carro, apenas para o presidente da WWE, Vince McMahon, aparecer, revelando que era sua limusine. Mr. McMahon então multou Strowman em US$ 100.000. Strowman então discutiu com Mr. McMahon, que então cancelou seu combate com Lesnar. Strowman, revoltado, começou a virar a limusine. Mais tarde naquela noite, John Cena, Drew McIntyre, Corbin e Finn Bálor expressaram seu interesse em enfrentar Lesnar no Royal Rumble. Mr. McMahon marcou uma luta fatal 4-way, onde o vencedor enfrentaria Lesnar, a qual Bálor ganhou depois de defender seu lugar no início da noite contra Jinder Mahal. Devido a isso, Bálor foi posteriormente removido da luta Royal Rumble.
No TLC, Daniel Bryan derrotou AJ Styles para manter o Campeonato da WWE. Em 1 de janeiro de 2019, no SmackDown, Styles ganhou outra oportunidade contra Bryan no Royal Rumble ao derrotar Randy Orton, Mustafa Ali, Rey Mysterio e Samoa Joe em uma luta fatal 5-way.
No TLC, Asuka derrotou Becky Lynch e Charlotte Flair em uma luta triple threat Tables, Ladders, and Chairs para conquistar o Campeonato Feminino do SmackDown. Depois que Lynch, Flair e Carmella exigiram uma oportunidade pelo título no episódio de 1 de janeiro de 2019 do SmackDown, uma luta triple threat entre as três foi programado para a semana seguinte, com Lynch vencendo o combate, ganhando assim uma chance pelo título no Royal Rumble.
No TLC, Ronda Rousey manteve o Campeonato Feminino do Raw contra Nia Jax. No Raw de 7 de janeiro de 2019, Ronda Rousey apareceu no segmento de entrevista de Alexa Bliss e afirmou que queria agora enfrentar Sasha Banks. Jax interrompeu, afirmando que ela queria uma revanche contra Rousey. Banks então apareceu e derrotou Jax para ganhar um combate pelo Campeonato Feminino do Raw no Royal Rumble.
No Crown Jewel, Shane McMahon venceu a Copa do Mundo da WWE, substituindo The Miz na final, que foi considerado incapaz de competir devido a uma briga antes da luta. Depois disso, The Miz começou uma perseguição para formar uma dupla com Shane, alegando que eles poderiam ser a melhor equipe de duplas do mundo. Shane finalmente concordou com o par, e no episódio de 8 de janeiro de 2019 do SmackDown, Miz desafiou The Bar (Cesaro e Sheamus) pelo Campeonato de Duplas do SmackDown no Royal Rumble, e The Bar aceitou.
No pré-show do TLC, Buddy Murphy manteve o Campeonato dos Pesos-Médios da WWE contra Cedric Alexander. No episódio de 26 de dezembro de 2018 do 205 Live, o gerente geral Drake Maverick programou Murphy para defender o título no Royal Rumble em uma luta fatal 4-way com seus oponentes sendo decididos em combates qualificatórios. Na semana seguinte, Kalisto e Akira Tozawa se qualificaram para o combate ao derrotar Lio Rush e Drew Gulak, respectivamente. Hideo Itami conquistou a última vaga ao derrotar Alexander. A luta ficou marcada para o pré-show.
No episódio de 25 de dezembro de 2018 do SmackDown, Rusev derrotou Shinsuke Nakamura para conquistar o Campeonato dos Estados Unidos. Em 1 de janeiro de 2019, enquanto Rusev e sua esposa e manager Lana estavam comemorando a conquista do título, Nakamura atacou Rusev com Lana também se machucando na briga. No dia 15 de janeiro, foi anunciado que Rusev defenderia o título contra Nakamura no pré-show do Royal Rumble.

## Evento
| Papel:                      | Nome:                                                            |
| --------------------------- | ---------------------------------------------------------------- |
| Comentaristas               | Michael Cole (Lutas do Raw / Royal Rumble masculino)             |
| Comentaristas               | Corey Graves (Lutas do Raw e SmackDown / Royal Rumble masculino) |
| Comentaristas               | Renee Young (Lutas do Raw / Royal Rumble feminino)               |
| Comentaristas               | Tom Phillips (Lutas do SmackDown / Royal Rumble feminino)        |
| Comentaristas               | Byron Saxton (Lutas do SmackDown)                                |
| Comentaristas               | Vic Joseph (Lutas do 205 Live)                                   |
| Comentaristas               | Nigel McGuinness (Lutas do 205 Live)                             |
| Comentaristas               | Aiden English (Lutas do 205 Live)                                |
| Comentaristas               | Jerry Lawler (Royal Rumble masculino)                            |
| Comentaristas               | John "Bradshaw" Layfield (Royal Rumble masculino)                |
| Comentaristas               | Beth Phoenix (Royal Rumble feminino)                             |
| Comentaristas               | Carlos Cabrera (espanhol)                                        |
| Comentaristas               | Marcelo Rodríguez (espanhol)                                     |
| Comentaristas               | Carsten Schaefer (alemão)                                        |
| Comentaristas               | Calvin Knie (alemão)                                             |
| Anunciadores                | Greg Hamilton (Lutas do 205 Live / SmackDown)                    |
| Anunciadores                | JoJo (Lutas do Raw)                                              |
| Árbitros                    | Danilo Anfibio                                                   |
| Árbitros                    | John Cone                                                        |
| Repórteres                  | Kayla Braxton                                                    |
| Repórteres                  | Dasha Fuentes                                                    |
| Repórteres                  | Sarah Schreiber                                                  |
| Painel do pré-show (1º set) | Jonathan Coachman                                                |
| Painel do pré-show (1º set) | Beth Phoenix                                                     |
| Painel do pré-show (1º set) | Booker T                                                         |
| Painel do pré-show (1º set) | Jerry Lawler                                                     |
| Painel do pré-show (1º set) | Shawn Michaels                                                   |
| Painel do pré-show (1º set) | David Otunga                                                     |
| Painel do pré-show (2º set) | Charly Caruso                                                    |
| Painel do pré-show (2º set) | John "Bradshaw" Layfield                                         |

## Lutas

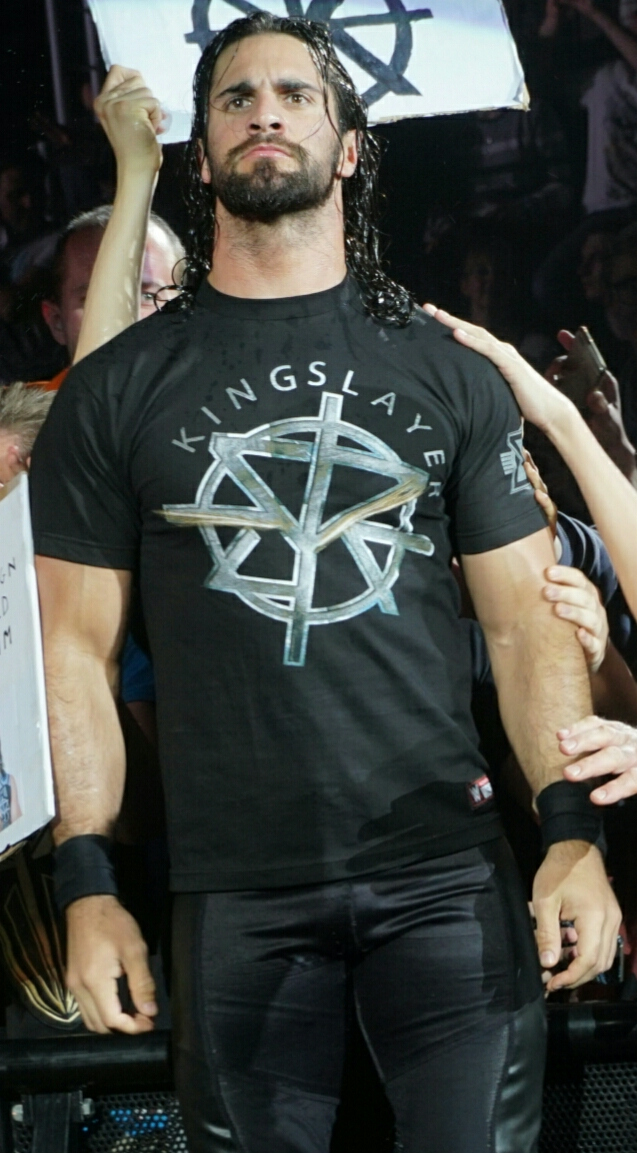
Seth Rollins, vencedor da luta Royal Rumble

| Nº                                          | Lutas                                                                         | Estipulações                                                                             | Tempo   |
| ------------------------------------------- | ----------------------------------------------------------------------------- | ---------------------------------------------------------------------------------------- | ------- |
| Pré- show                                   | Bobby Roode e Chad Gable derrotaram Scott Dawson e Rezar (com Drake Maverick) | Luta de duplas                                                                           | 6:55    |
| Pré- show                                   | Shinsuke Nakamura derrotou Rusev (c) (com Lana)                               | Luta individual pelo Campeonato dos Estados Unidos da WWE                                | 10:15   |
| Pré- show                                   | Buddy Murphy (c) derrotou Akira Tozawa, Hideo Itami e Kalisto                 | Luta Fatal 4-Way pelo Campeonato dos Pesos-Médios da WWE                                 | 12:05   |
| 1                                           | Asuka (c) derrotou Becky Lynch por submissão                                  | Luta individual pelo Campeonato Feminino do SmackDown                                    | 17:07   |
| 2                                           | The Miz e Shane McMahon derrotaram The Bar (Cesaro e Sheamus) (c)             | Luta de duplas pelo Campeonato de Duplas do SmackDown                                    | 13:21   |
| 3                                           | Ronda Rousey (c) derrotou Sasha Banks                                         | Luta individual pelo Campeonato Feminino do Raw                                          | 13:55   |
| 4                                           | Becky Lynch venceu eliminando por ultimo Charlotte Flair                      | Luta Royal Rumble de 30 lutadoras por uma luta por um título feminino no WrestleMania 35 | 1:12:00 |
| 5                                           | Daniel Bryan (c) derrotou AJ Styles                                           | Luta individual pelo Campeonato da WWE                                                   | 24:35   |
| 6                                           | Brock Lesnar (c) derrotou Finn Bálor                                          | Luta individual pelo Campeonato Universal da WWE                                         | 08:37   |
| 7                                           | Seth Rollins venceu eliminando por ultimo Braun Strowman                      | Luta Royal Rumble de 30 lutadores por uma luta por um título mundial no WrestleMania 35  | 57:35   |
| (c) – Refere-se aos campeões antes da luta. |                                                                               |                                                                                          |         |

1. ↑  As participantes confirmadas são: Carmella (SD), Ember Moon (Raw), Natalya (Raw), Bayley (Raw), Ruby Riott (Raw), Liv Morgan (Raw), Sarah Logan (Raw), Mandy Rose (SD), Sonya Deville (SD), Alicia Fox (Raw), Zelina Vega (SD), Naomi (SD), Mickie James (Raw), Billie Kay (SD), Peyton Royce (SD), Charlotte Flair (SD), Tamina  (Raw), Dana Brooke (Raw), Lana (SD), Nia Jax (Raw), Nikki Cross, Alexa Bliss (Raw) e Lacey Evans.
2. ↑  Os participantes confirmados são: R-Truth (SD), Drew McIntyre (Raw), Big E (SD), Kofi Kingston (SD), Xavier Woods (SD), Seth Rollins (Raw), Jeff Hardy (SD), Dean Ambrose (Raw), Bobby Lashley (Raw), Samoa Joe (SD), Elias (Raw), Baron Corbin (Raw), Jinder Mahal (Raw), Apollo Crews (Raw), Andrade (SD), Mustafa Ali (SD), Rey Mysterio (SD), Titus O'Neil (Raw), Randy Orton (SD) e Braun Strowman (Raw).

#### Luta Royal Rumble masculina
| Nº | Lutador           | Brand      | Ordem de eliminação | Eliminado por     | Tempo | Eliminações |
| -- | ----------------- | ---------- | ------------------- | ----------------- | ----- | ----------- |
| 1  | Elias             | Raw        | 5                   | Seth Rollins      | 15:07 | 1           |
| 2  | Jeff Jarrett      | Free agent | 1                   | Elias             | 01:19 | 0           |
| 3  | Shinsuke Nakamura | SmackDown  | 8                   | Mustafa Ali       | 17:46 | 1           |
| 4  | Kurt Angle        | Raw        | 2                   | Shinsuke Nakamura | 03:15 | 0           |
| 5  | Big E             | SmackDown  | 4                   | Samoa Joe         | 06:01 | 0           |
| 6  | Johnny Gargano    | NXT        | 9                   | Dean Ambrose      | 13:50 | 1           |
| 7  | Jinder Mahal      | Raw        | 3                   | Johnny Gargano    | 00:29 | 0           |
| 8  | Samoa Joe         | SmackDown  | 14                  | Mustafa Ali       | 23:43 | 3           |
| 9  | Curt Hawkins      | Raw        | 7                   | Samoa Joe         | 04:09 | 1           |
| 10 | Seth Rollins      | Raw        | -                   | Vencedor          | 43:00 | 3           |
| 11 | Titus O'Neil      | Raw        | 6                   | Curt Hawkins      | 00:05 | 0           |
| 12 | Kofi Kingston     | SmackDown  | 11                  | Drew McIntyre     | 08:53 | 0           |
| 13 | Mustafa Ali       | SmackDown  | 23                  | Nia Jax           | 30:00 | 2           |
| 14 | Dean Ambrose      | Raw        | 13                  | Aleister Black    | 12:42 | 1           |
| 15 | No Way Jose       | Raw        | 10                  | Samoa Joe         | 00:02 | 0           |
| 16 | Drew McIntyre     | Raw        | 22                  | Dolph Ziggler     | 20:06 | 4           |
| 17 | Xavier Woods      | SmackDown  | 12                  | Drew McIntyre     | 00:03 | 0           |
| 18 | Pete Dunne        | NXT UK     | 17                  | Drew McIntyre     | 11:13 | 0           |
| 19 | Andrade           | SmackDown  | 27                  | Braun Strowman    | 22:31 | 1           |
| 20 | Apollo Crews      | Raw        | 15                  | Baron Corbin      | 05:47 | 0           |
| 21 | Aleister Black    | NXT        | 16                  | Baron Corbin      | 06:09 | 1           |
| 22 | Shelton Benjamin  | SmackDown  | 20                  | Braun Strowman    | 09:21 | 0           |
| 23 | Baron Corbin      | Raw        | 19                  | Braun Strowman    | 07:19 | 2           |
| 24 | Jeff Hardy        | SmackDown  | 21                  | Drew McIntyre     | 07:55 | 0           |
| 25 | Rey Mysterio      | SmackDown  | 25                  | Randy Orton       | 08:15 | 1           |
| 26 | Bobby Lashley     | Raw        | 18                  | Seth Rollins      | 00:13 | 0           |
| 27 | Braun Strowman    | Raw        | 29                  | Seth Rollins      | 14:39 | 4           |
| 28 | Dolph Ziggler     | Raw        | 28                  | Braun Strowman    | 11:34 | 1           |
| 29 | Randy Orton       | SmackDown  | 26                  | Andrade           | 05:56 | 1           |
| 30 | Nia Jax           | Raw        | 24                  | Rey Mysterio      | 03:11 | 1           |